# Skäggald (1878)
Skäggald, officiellt HM Kanonbåt Skäggald, var en kanonbåt i svenska flottan. Hon byggdes av Bergsunds varv och sjösattes den 7 december 1878. Utrustades 1913 med fyra nya snabbskjutande kanoner samtidigt som hon byggdes om till depåfartyg för ubåtar. Hon råkade ut för en omfattande brand 1918. Efter utrangeringen såldes hon 1923 för skrotning i Köpenhamn.